# 不定詞
动词不定式（英語：Infinitive，縮寫：INF）又稱動詞不定式，是一個語言學術語，通常作為非限定動詞使用，並在許多語言中都存在。英語「infinitive」在15世紀中葉開始用以形容「動詞的簡單、不變形形式，表達其原本的意義」，其詞源為拉丁語中的「無限」，因其不受限的意涵。在中文中稱為動詞不定式是因为动词不受限定，或者说不爲词形变化所局限。在眾多擁有不定詞的語言中，並沒有一個可以同時適用於所有語言的「动词不定式定義」。动词不定式有時被称作「词典用词」或是「字典格式（dictionary form）」，因为它一般被用作词典中该动词的词头。
在英語语法中，动词不定式变化从而不指示人称、数量、时态的形式。它叫做不定式，不定式属于非谓语动词。在一些語言中，動詞不定式則作為一個單詞，通常為詞形變化結尾的特徵。像是西班牙語中的「morir ((to) die，死)」 ；法語中的「 manger ((to) eat，吃) 」；拉丁文中的「portare ((to) carry，帶)」；德語中的「lieben ((to) love，愛)」。而在一些语言里，例如葡萄牙語，存在著受人稱和數量影響的不定式；古希臘語存在著受時態、語態影響的不定式；拉丁語不定式區分主被動及完成未完成。亦有些語言完全沒有不定式，例如：阿拉伯語、保加利亞語和現代希臘語。一些像是美洲原住民、非洲、澳大利亞原住民使用的語言也沒有直接等同於動詞不定式或動名詞的形式，然而他們使用一些在普通子句中的限定動詞型態或是各種特殊結構來表示相似的意思。
作為一個動詞，動詞不定式可以帶著受詞以及其他補語、修飾語組成動詞片語，這種情況也稱為不定詞片語。與其他非限定動詞形式一樣，動詞不定式通常不用來表示主語。動詞不定式片語組成的完整非限定子句也稱為動詞不定式子句（infinitive/infinitival clause）。這些片語和子句可能在句子中扮演不同的角色，通常是名詞，有時是副詞或其他修飾語。而動詞不定式與動名詞不同，動詞不定式不會變格，也不會出現在介系詞片語中，但動詞不定式通常源自於早期的動名詞形式。

## 片語與子句
不定詞片語是一個由非限定形式之動詞組成的動詞片語，由非限定形式之動詞與受詞或其他補語、修飾語組成。以下列舉一些英語中的不定詞子句，它可能基於full infinitive（當帶有助詞to時）或bare infinitive（沒有帶助詞to時）。
- (to) sleep （去睡覺）
- (to) write ten letters （去寫十封信）
- (to) go to the store for a pound of sugar （去商店買一磅糖）

不定詞片語通常有一個隱晦的文法主詞，使它成為一個有效的子句，而不只是片語。這樣的不定詞子句是幾種非限定子句之一，它們可以在長子句或是句子的文法結構中扮演不同的角色。舉例來說，像是作為名詞片語或是副詞。不定詞子句也可能彼此鑲嵌在複雜的句子當中，像是：
- I want to tell you that Brett Favre is going to get married. （我想告訴你，布雷特・法爾要結婚了。）

這裡的不定詞子句是「to get married（結婚） 」，它包含在有限的從屬子句「that Brett Favre is going to get married（布雷特・法爾要結婚了）」中。而這個從屬子句又包含在一個由「to tell（告訴）」開始的不定詞子句中，這些又包含在一個有限的獨立子句中構成了整段句子。
不定詞子句的文法結構可能與相應的限定子句不同，舉例來說，德語中不定詞形式的動詞通常會出現在子句的結尾，而獨立子句中的有限動詞通常在第二順位。

## 受格中的主詞與子句
當不定詞在某些動詞或介系詞之後，通常有要表示的主詞，例如：
- I want them to eat their dinner. （我想要他們吃他們的晚餐）
- For him to fail now would be a disappointment. （他現在失敗，會是一個挫折）

在這些例句中，不定詞的主詞是間接格（them、him）而不是使用限定動詞的主格，像是：「They ate their dinner」。在拉丁語、古希臘語和許多現代語言中都存在有這類不定詞與受格的結構。而不定式的主詞有些叫不通常的例子，像是「例外指派格位（exceptional case-marking）」，不定式字句藉由動詞或介係詞（want、for）作為受詞的角色，壓過了代名詞在該子句中的主詞角色。

## 時態、體貌與語態的標記
在一些語言中，不定詞能夠標示一些語法特徵，像是語態、體貌，以及某種程度的時態。這可能透過詞形變化來達成，像是拉丁語中的「完成不定詞」與「被動不定詞」。或是透過使用助動詞的迂說法（periphrasis），像是拉丁與中的「未來不定詞」或英語中的「完成不定詞」和「進行不定詞」。拉丁語中有現在、完成、未來不定詞，每種都各有主動與被動語態形式，細節可參閱拉丁語動詞。
英語的不定詞標記有：完成式、進行式，或是兩種組合而成的完成進行式。包括普通不定詞，這些也可以標記為主動或被動語態，以「eat（吃）」為例：
- (to) eat （吃；普通不定詞，主動語態）
- (to) be eaten （被吃掉；被動語態）
- (to) have eaten （吃了；主動語態完成式）
- (to) have been eaten （被吃掉了；被動語態完成式）
- (to) be eating （在吃；主動語態進行式）
- (to) be being eaten （在被吃；被動語態進行式）
- (to) have been eating （持續在吃；主動語態完成進行式）
- (to) have been being eaten （持續被吃了；被動語態完成進行式，不常被使用）

進一步可以與其他類輔助表達組成結構，像是帶有未來意義的「 (to) be going to eat（要吃）」或「 (to) be about to eat（就要吃了）」。
在其他的歐洲語言中也有發現與英語相似、帶有完成輔助表達的完成不定詞。舉例來說，法語中的「avoir mangé」類似於英語的「(to) have eaten（吃了）」。

## 英语
在英語的傳統描述中，不定詞是一個基本的「字典格式（dictionary form）」，是一個非限定使用的動詞，有時帶有助詞「to」，有時無。因此「to go」是一個動詞不定式，「go」在某些句子中也是，例如：「I must go there」。但是，在「I go there」中不是，「go」在此處是一個限定動詞。不帶有「to」的動詞不定式稱作「bare infinitive」，而帶有「to」的動詞不定式稱作「full infinitive」或「to-infinitive」。

### To-infinitive
在英語中不定式最常用於質詞"to"之後， 例如在 "to walk", "to cry", "to eat", "to fear".這種用法叫做to-infinitive。莎士比亞在著作哈姆雷特的獨白時就大量採用了這類不定式動詞。
- To be or not to be ...
- To sleep, perchance to dream ...

經常跟在to後形成不定式的動詞包括:
例如:
- I arranged to stay the night. （我已安排好在這裡過夜。）
- We intend to go skiing this weekend. （我們打算這個周末去滑雪。）
- I swear to honour you. （我發誓將為你增光。）
- He ought to notify them of this new occurrence.（他理應告知他們這個新發生的狀況。）

這些有賓詞，然後加上有to的不定式的動詞包括 (連同以上帶有星號的動詞):
advise, allow, challenge, command, compel, condemn, enable, encourage, expect, forbid, force, help, induce, inspire, instruct, invite, oblige, order, permit, persuade, prefer, program, remind, teach, tell, train, urge, warn.
有些動詞之後加 for + 賓詞 + to-然後不定式. 通常這些動詞包含渴望的意思，不能單單在後面加上賓詞和不定式 (though an infinitive alone may work). 這些動詞包括 apply, arrange, 
ask, call, clamour, long, opt, plead, press, vote, wait, wish, yearn.
例如:
- I have arranged for the neighbour to water the plants. （“我已安排鄰居澆水。”）
- I pleaded for him to accompany me to the theatre.  （“我請求他陪我到戲院去。”）

当然，有“to”不一定就是不定式，to亦可以做介词用。人们时常会混淆两者，特别是在动词短语中，尤其明显。
例如：
- I am look forward to hearing from you all. （“我期待你们所有人的回信。”）
- She devoted herself to science. （“她献身科学。”）

### 不定式的形式
不定式在英文中有許多形式。

#### 否定
“to”不定式的否定形式为“not to”。

#### 时态
以下以動詞「cook」於不同時態為例：
|            | 主動式                 | 被動式                |
| 現在式     | (to) cook              | (to) be cooked        |
| 現在進行式 | (to) be cooking        | /                     |
| 過去式     | (to) have cooked       | (to) have been cooked |
| 過去進行式 | (to) have been cooking | /                     |